# E♭ (音名)
E♭(E-flat)是D的一個半音之上，E的一個半音之下。因此，E♭與D♯異名同音。E♭在法語裏是第四個唱名，稱為re dièse。
在十二平均律中，如果中央C之上的A的頻率是440Hz，那E♭4(中央C之上的E♭的頻率就是大約311.13 Hz。(參見音高)

## 十二律
E♭ 在十二律中对应夹钟。